# Кутліярово
Кутлія́рово (рос. Кутлиярово, башк. Ҡотлояр) — присілок у складі Бураєвського району Башкортостану, Росія. Входить до складу Ванишівської сільської ради.
Населення — 65 осіб (2010; 81 у 2002).
Національний склад:
- башкири — 53 %
- татари — 42 %

У присілку 1949 року народилася татарська народна співачка Хамдуна Тімергалеєва.